# Arno Walter (Politiker)
Arno Walter (* 27. November 1934 in Berlin; † 2. Mai 2022) war ein deutscher Politiker (SPD) und Jurist. Er wirkte unter anderem als Justizminister des Saarlands.

## Ausbildung und Beruf
Nach seinem Abitur im Jahr 1954 studierte Walter Rechtswissenschaften an der FU Berlin und der Universität des Saarlandes. Die beiden juristischen Staatsexamen legte er 1958 und 1962 in Saarbrücken ab. Danach arbeitete er bis 1966 ebenda als wissenschaftlicher Assistent am Institut für Europarecht und war auch als Repetitor tätig. Im zuletzt genannten Jahr wurde er mit der Dissertation Der Werkvertrag und die Mängelhaftung des Herstellers nach den Rechtsordnungen des deutschen und französischen Sprachkreises promoviert.
Von 1966 bis 1985 arbeitete er als Rechtsanwalt in Saarbrücken. Mitglied des Verfassungsgerichtshofs des Saarlandes war er in den Jahren 1970 bis 1985; ab 1980 bekleidete er dort das Amt des Vizepräsidenten.
Walter war bis zu seinem Ruhestand Ende 2013 als Rechtsanwalt in der von ihm 1966 mitbegründeten Saarbrücker Sozietät tätig.

## Politik
Walter gehörte der SPD an. In den Jahren 1974 bis 1985 war er Mitglied des Stadtverbandstages des Stadtverbands Saarbrücken, ab 1979 als stellvertretender Fraktionsvorsitzender.
Ab dem 9. April 1985 war Walter saarländischer Minister der Justiz in den Kabinetten von Oskar Lafontaine und Reinhard Klimmt. Er wurde am 29. September 1999 von Ingeborg Spoerhase-Eisel abgelöst.